# Schmidt György
Schmidt György, Schmidt János György (Pest, 1765. április 5. – Pest, 1848. november 24.) kilépett piarista szerzetes, filozófiai doktor, nyelvtudós, természettudós, egyetemi tanár.

## Élete
A grammatikai osztályokat és a humaniórákat szülővárosában a piaristák gimnáziumában 1781-ben végezte el. Ugyanez év októberében a kegyesrendiek közé lépett szerzetesként. Trencsénben három évig a felsőbb osztályokat hallgatta és a görög nyelvet is tanulta. Ekkor Vácra küldték, ahol a grammatikai osztályokban szintén a latin és görög klasszikusokat, leginkább Homéroszt magyarázta. Innét 1785-ben Nagykanizsára helyezték, ugyancsak a grammatikai osztály tárgyai és a görög nyelv tanítására. 1788-ban elöljárói a pesti egyetemre küldték a bölcselet (filozófia) hallgatására. 1790-ben kilépett a rendből és Eszterházy Károly gróf gyermekeinek nevelője lett. Midőn a bölcselet harmadik évét is bevégezte, 1792. május 23-án a pesti egyetem fizikai és mechanikai tanárának segédévé neveztetett ki. 1795-ben a bölcseleti doktori fokot nyerte el. 1796-ban a kassai akadémián a mennyiségtan tanára lett. Innét pedig 1800 novemberében a pesti egyetemhez áthelyezve a geometriát és vízerőműtant adta elő. A bölcseleti karban 1803–1804-ben és 1830-ban dékán, 1819–1820-ban pedig egyetemi rektor volt. A jénai mineralogiai társaság 1802. szeptember 27-én tagjának választotta.

## Művei
- Tentamen publicum ex praelectionibus geometricis utriusque semestris. 1801. 3. Aug. Pestini
- Memoriam immortalis viri Ludovici Mitterpacher, abbatis et canonici, technol. et oecon. rust. et histor. nat. gener. professoris in reg. scient. univer. Ungar. etc. festo saemiseculari instauratae r. scient. univ. Hungariae VII. Kal. Julias 1830. edidit... Budae, 1830